# تارون اجرتون

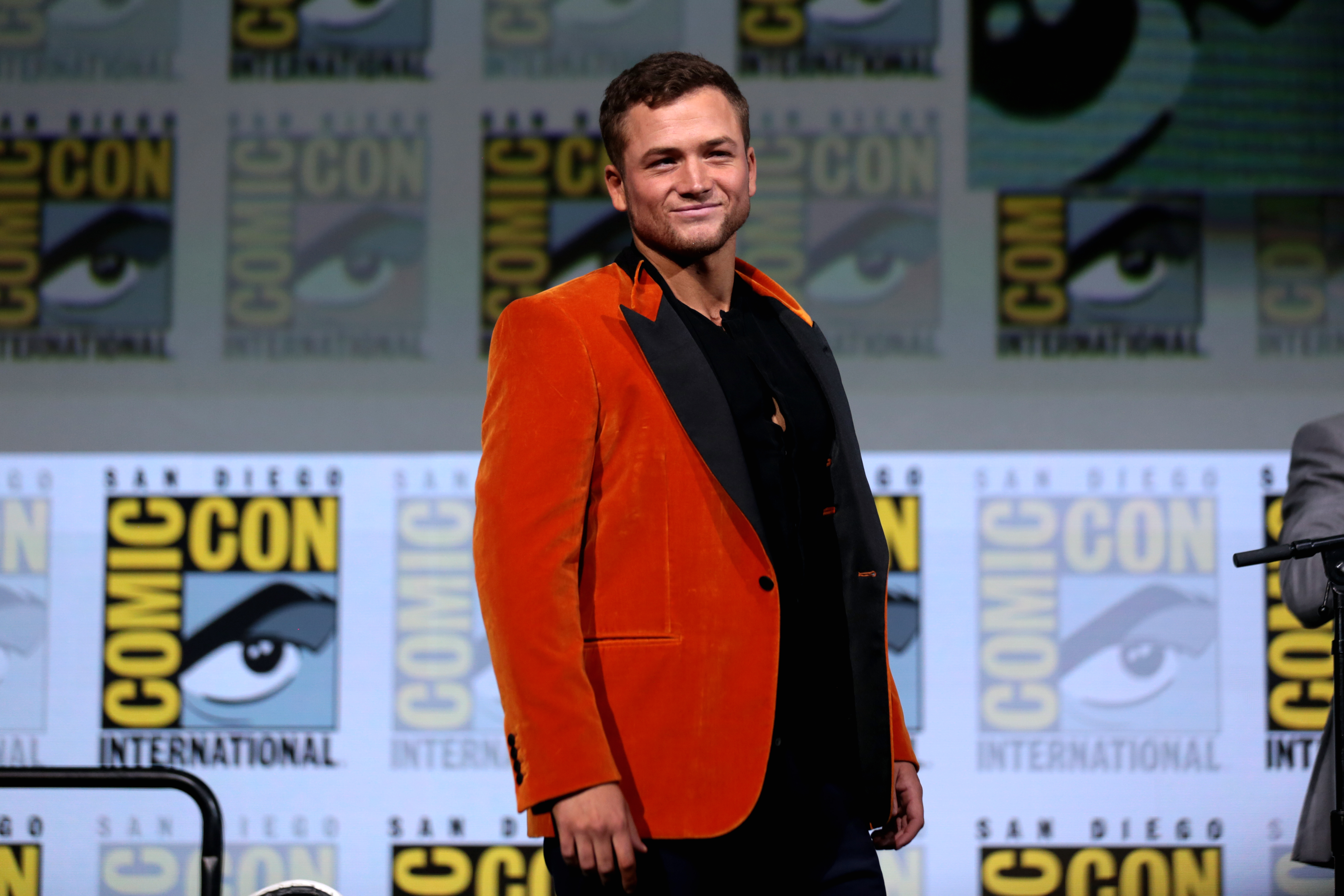
اِجِرتون در کامیک-کان بین‌المللی سن دیگو، ۲۰۱۷

تارون اِجِرتون (انگلیسی: Taron Egerton؛ تلفظ: ‎/ˈɛdʒərtən/‎) (زادهٔ ۱۰ نوامبر ۱۹۸۹) هنرپیشه اهل بریتانیا است. او از سال ۲۰۱۲ تاکنون مشغول فعالیت بوده‌است. از فیلم‌ها یا برنامه‌های تلویزیونی‌ای که او در آن‌ها نقش داشته‌است می‌توان به کینگزمن: سرویس مخفی، اِدی عقاب، کینگزمن: محفل طلایی و رابین هود اشاره کرد. اجرتون برای بازی در فیلم راکت‌من موفق به دریافت جایزه گلدن گلوب بهترین بازیگر مرد فیلم موزیکال یا کمدی و نامزد دریافت جایزه بفتای بهترین بازیگر نقش اول مرد، جایزه گرمی و جایزه انجمن بازیگران فیلم برای بهترین بازیگر مرد شد. 

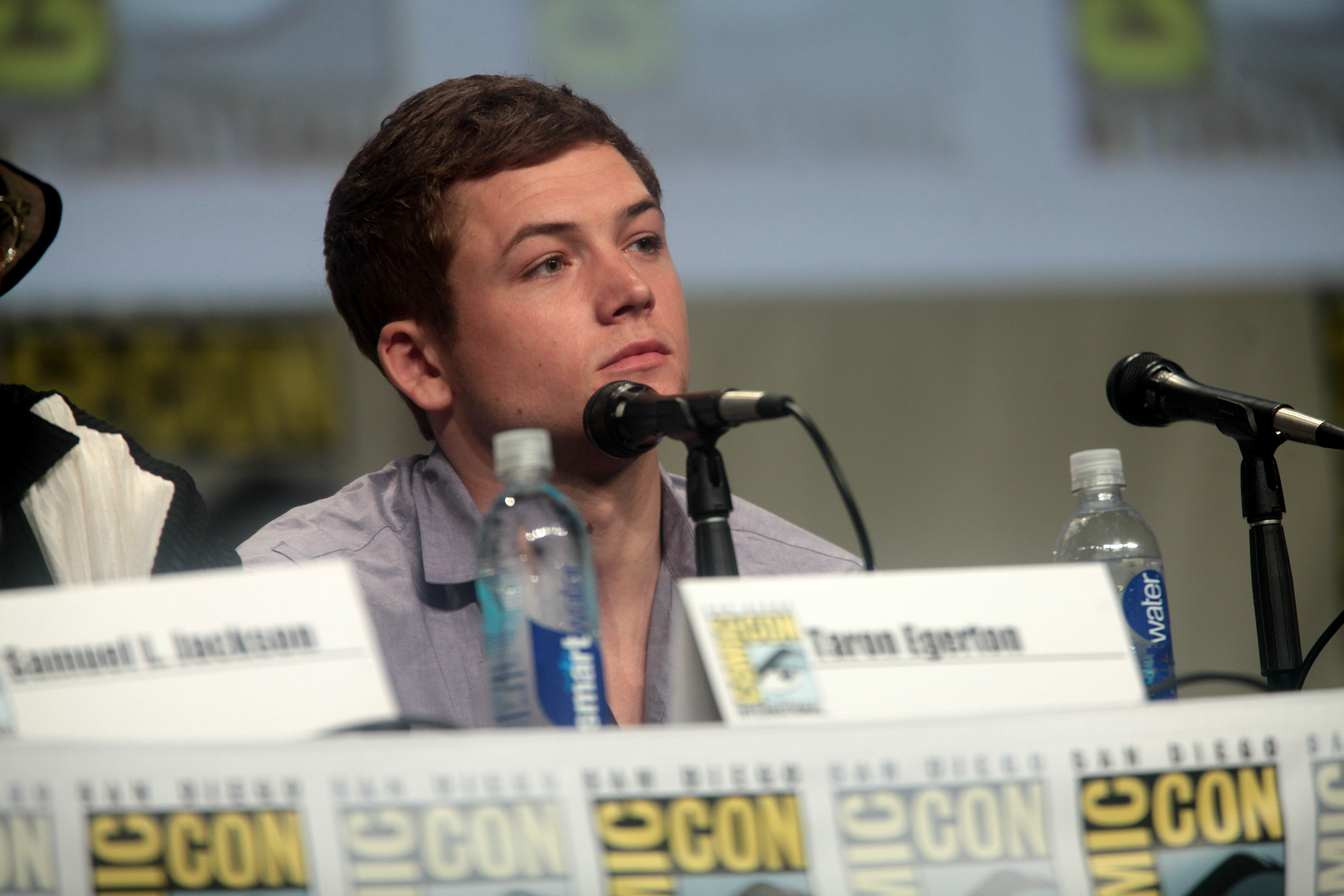
اِجِرتون در کامیک-کان بین‌المللی سن دیگو، ۲۰۱۴

## فیلم‌شناسی

### فیلم
| سال  | عنوان                   | نقش                   | یادداشت‌ها   | منبع   |
| ---- | ----------------------- | --------------------- | ----------- | ------ |
| ۲۰۱۴ | گواه جوانی              | ادوارد بریتین         |             | [ ۳ ]  |
| ۲۰۱۵ | کینگزمن: سرویس مخفی     | گری «اگزی» آنوین      |             | [ ۴ ]  |
| ۲۰۱۵ | افسانه                  | ادوارد «مد تدی» اسمیت |             | [ ۵ ]  |
| ۲۰۱۶ | ادی عقاب                | ادی عقاب ادواردز      |             | [ ۴ ]  |
| ۲۰۱۶ | آواز                    | جانی (صدا)            |             | [ ۶ ]  |
| ۲۰۱۷ | کینگزمن: محفل طلایی     | گری «اگزی» آنوین      |             | [ ۷ ]  |
| ۲۰۱۸ | باشگاه پسران بیلیونر    | دین کارنی             |             | [ ۸ ]  |
| ۲۰۱۸ | رابین هود               | رابین هود             |             | [ ۹ ]  |
| ۲۰۱۹ | راکت‌من                  | التون جان             |             | [ ۱۰ ] |
| ۲۰۲۱ | آواز ۲                  | جانی (صدا)            |             | [ ۱۱ ] |
| ۲۰۲۳ | تتریس                   | هنک راجرز             |             | [ ۱۲ ] |
| ۲۰۲۴ | چمدان                   | ایتان کوپک            |             | [ ۱۳ ] |
| ۲۰۲۵ | او شاتگان به همراه دارد | نیت                   | آماده اکران |        |
| ۲۰۲۶ | اوج                     | نامشخص                | پس‌تولید     |        |

### تلویزیون
| سال       | عنوان                    | نقش               | یادداشت‌ها                           | منبع   |
| --------- | ------------------------ | ----------------- | ----------------------------------- | ------ |
| ۲۰۱۳      | لویس                     | لیام جی           | ۲ قسمت                              | [ ۱۴ ] |
| ۲۰۱۴      | دود                      | دنیس «آسبو» سیورس |                                     | [ ۱۵ ] |
| ۲۰۱۸      | واترشیپ دون              | الاحرایره (صدا)   | مینی‌سریال                           | [ ۱۶ ] |
| ۲۰۱۹–۲۰۲۰ | مومین‌والی                | مومین‌ترول (صدا)   |                                     | [ ۱۷ ] |
| ۲۰۱۹      | بلور تاریک: دوران مقاومت | ریان (صدا)        |                                     | [ ۱۸ ] |
| ۲۰۲۲      | پرنده سیاه               | جیمی کین          | مینی سریال؛ همچنین تهیه‌کنندهٔ اجرایی | [ ۱۹ ] |

### تئاتر
| سال  | عنوان                     | نقش  | یادداشت‌ها        | منبع   |
| ---- | ------------------------- | ---- | ---------------- | ------ |
| ۲۰۱۲ | The Last of the Haussmans | دنی  | تئاتر ملی سلطنتی | [ ۲۰ ] |
| ۲۰۱۳ | No Quarter                | تامی | تئاتر رویال کورت | [ ۲۱ ] |
| ۲۰۲۲ | Cock                      | M    | تئاتر امباسادورز | [ ۲۲ ] |

### نماهنگ
| سال  | ترانه                       | هنرمند                   | منبع   |
| ---- | --------------------------- | ------------------------ | ------ |
| ۲۰۱۵ | «The Breach»                | لیزی هبیتز (Lazy Habits) | [ ۲۳ ] |
| ۲۰۱۹ | «(I'm Gonna) Love Me Again» | التون جان، تارون اجرتون  | [ ۲۴ ] |

### صدا
| سال  | عنوان | نقش           | یادداشت‌ها  | منبع   |
| ---- | ----- | ------------- | ---------- | ------ |
| ۲۰۱۹ | من    | راوی          | کتاب صوتی  | [ ۲۵ ] |
| ۲۰۲۰ | سندمن | جان کنستانتین | سریال صوتی | [ ۲۶ ] |